# Yahoo! Search
Yahoo! Search è un motore di ricerca per internet di proprietà di Yahoo!. È uno tra i principali servizi di ricerca sul web per volume di query.

## Storia
Originariamente Yahoo! Search costituiva una semplice interfaccia di ricerca alternativa per individuare i risultati presenti nella directory gestita da Yahoo!. A partire dal 2001 ai risultati della directory si sono aggiunti quelli forniti prima da Inktomi e successivamente da Google. Sempre nel 2001 Yahoo! acquisì Inktomi e la relativa tecnologia di ricerca. L'anno successivo, nel 2002, Yahoo! acquisì anche società Overture Services che a sua volta era proprietaria dei motori di ricerca Alltheweb ed AltaVista. L'insieme di tecnologie di ricerca acquisite spinse Yahoo! a sviluppare un proprio crawler chiamato Yahoo! Slurp che divenne operativo nel 2003 e cominciò a fornire i risultati di ricerca per AlltheWeb ed AltaVista. Yahoo! Search continuò invece ad utilizzare i risultati di Google fino al 2004 per poi diventare a sua volta un motore di ricerca indipendente con un database condiviso con gli altri servizi di ricerca della società.
Il 29 luglio 2009 Yahoo! e Microsoft annunciano un accordo di collaborazione che prevede, tra le altre cose, che Yahoo! Search utilizzi i risultati di ricerca forniti da Bing.

## Caratteristiche
Yahoo! Search è disponibile in 38 lingue ed è presente con strutture dirette in America Europa, Asia ed Oceania. Il motore di ricerca è in grado di restituire risultati riferiti a contenuti testuali, ad immagini, a video e a notizie. Sono inoltre disponibili moduli di ricerca per le informazioni locali, per le mappe e per gli acquisti. Una interfaccia di ricerca specifica è stata sviluppata anche per dare accesso alle informazioni di Yahoo! Answers. La versione in lingua italiana dispone anche di un modulo di ricerca per numeri telefonici e indirizzi collegato al servizio Pagine Gialle.
Il motore di ricerca dispone di una modalità avanzata che permette di filtrare i risultati di ricerca tramite operatori booleani, o limitando la ricerca su determinati tipi di file o su singoli domini.
Per impostazione predefinita Yahoo! Search filtra i contenuti multimediali rivolti ad un pubblico adulto attraverso una funzione denominata Filtro Famiglia che può essere modificata dall'utente. Sempre sul fronte della sicurezza informatica, Yahoo! Search include le segnalazioni sui siti pericolosi del servizio McAfee SiteAdvisor.

## Acquisizioni
Nel corso della sua storia Yahoo! Search ha inglobato le tecnologie di ricerca di Inktomi, Alltheweb  ed AltaVista.